# خدمات ورود با خودرو

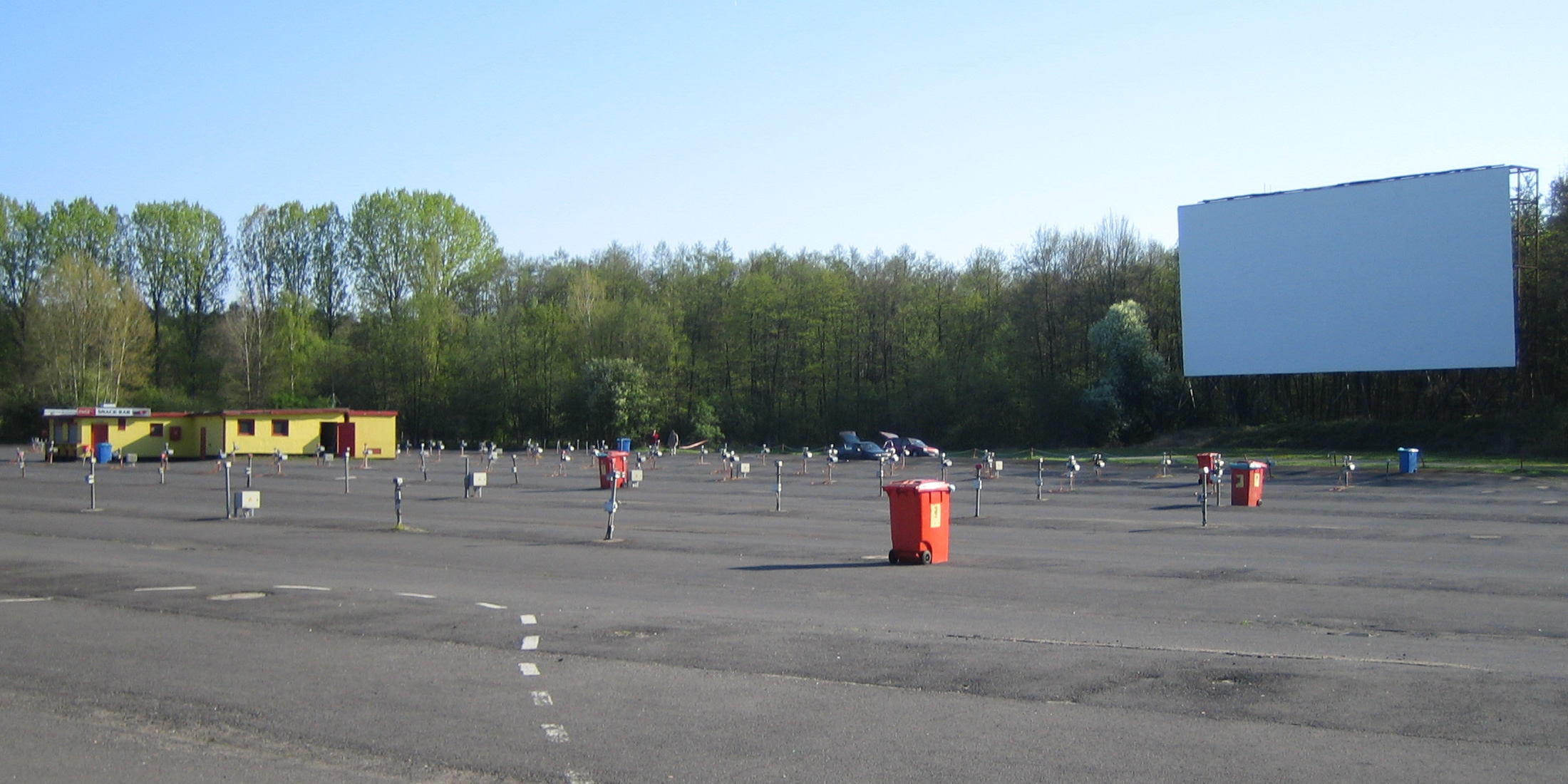
تئاتر ورود با خودرو در Neu-Isenburgهای آلمان

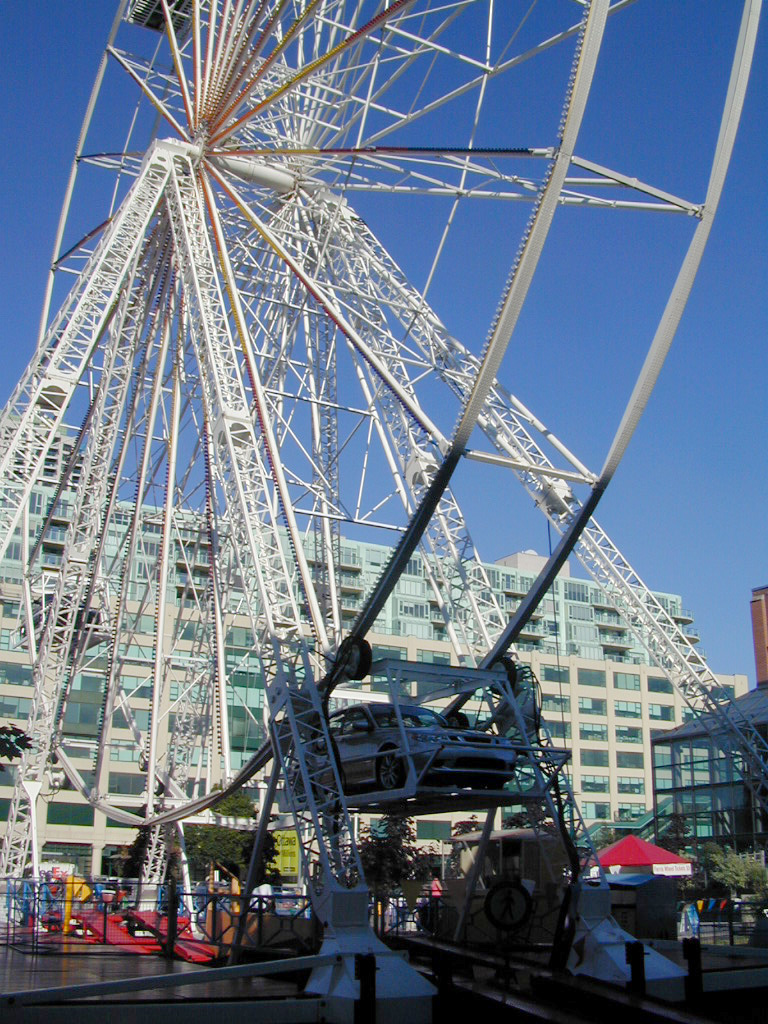
چرخ و فلک با امکان ورود خودر تا مجاور آن

ورود با خودرو به امکاناتی (مانند رستوران یا تئاتر ورود با خودرو) اشاره می‌کند که در آن یکی می‌توان با رانندگی با یک خودرو برای سرویس وارد یک محوطه شد. خدمات ورود با خودرو متمایز از خدمات سواره است.
اولین رستوران با ورود خودرودر دالاس تگزاس در سال ۱۹۲۱ افتتاح شد.